# Remacle Le Loup
Remacle Le Loup va ser un dibuixant liegès. Va néixer el 1694 a Spa, al Principat de Lieja i morir el 12 de maig de 1746. És conegut com l'autor de la majoria dels gravats del llibre Les Délices du Pays de Liège.
Uns dibuixos destacats

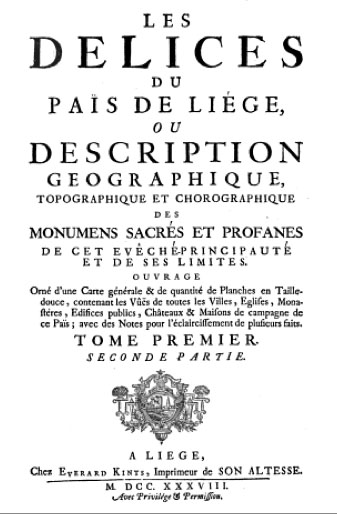
Frontis de Les Delices du Païs de Liége
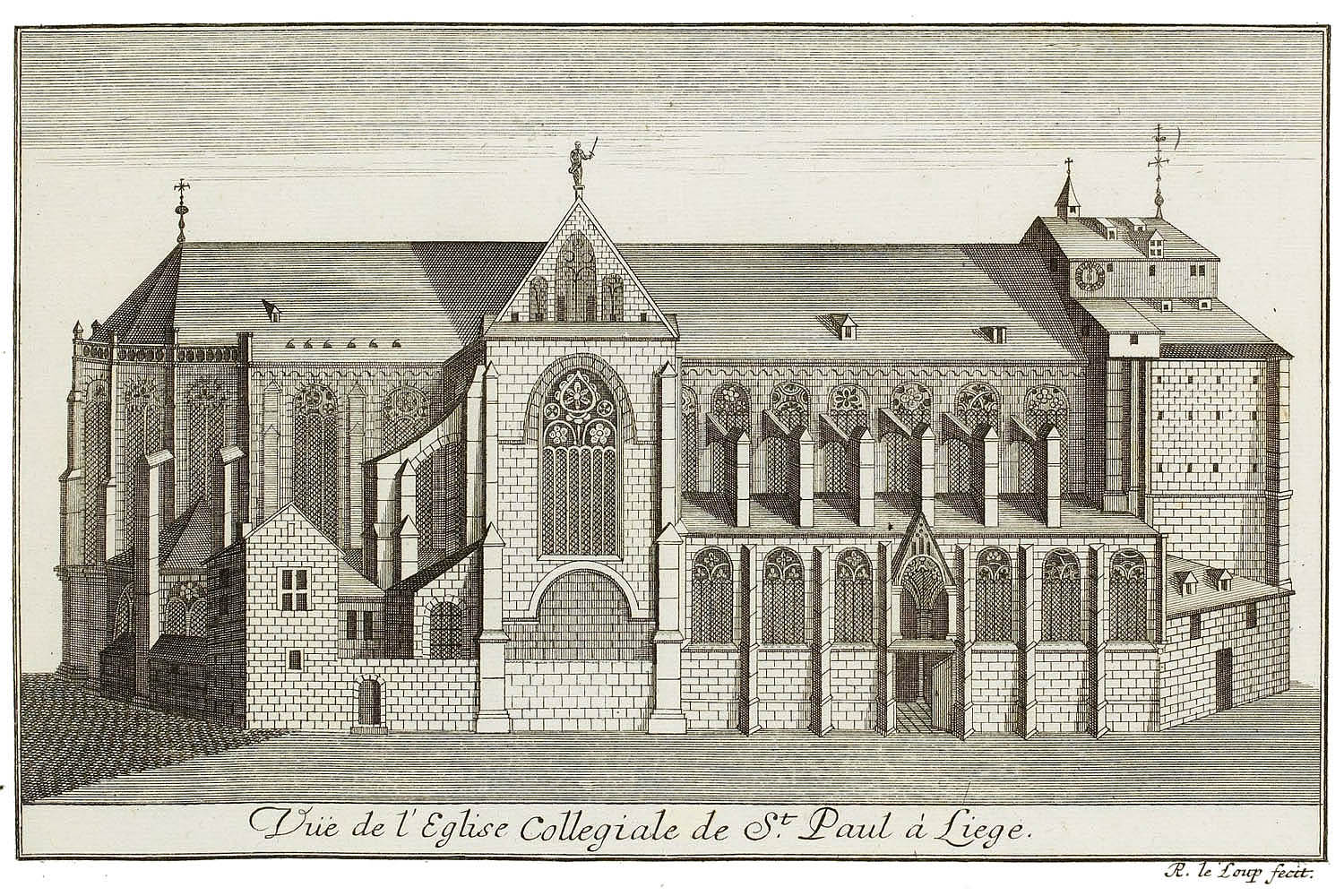
Col·legiata de Sant Pau
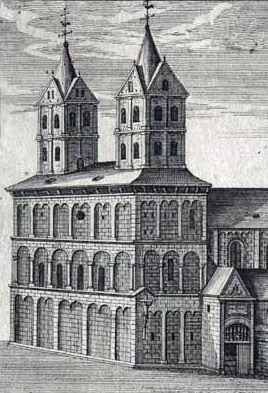
Col·legiata de Sant Bartomeu
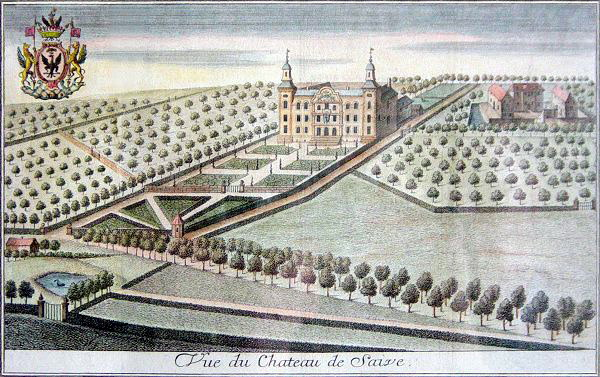
Castell de Méan